# Trogoni
Trogoni (Trogoniformes) je řád ptáků obsahující pouze jednu čeleď, trogonovití (Trogonidae). Čítá celkem 39 druhů v osmi rodech. Z fosilních záznamů přitom vyplývá, že zde žili již před 49 miliony lety, tedy ve střední éře eocénu.
Trogoni mají měkké, většinou jasně zbarvené peří. Jako pro jediný ptačí řád je pro ně charakteristická tzv. heterodaklie, tzn., že jejich první a druhý prst směřuje dozadu a třetí a čtvrtý dopředu. Obývají tropické lesy po celém světě, největší druhovou rozmanitost však představují v neotropickém pásmu. Tři zástupci rodu Apaloderma se vyskytují v Africe, rod Harpactes a Apalharpactes je zastoupen zase v Asii a zástupci zbylých čtyř rodů obývají Střední a Jižní Ameriku.
Živí se hmyzem, na který číhají z vhodné pozorovatelny, a plody a jsou typickými představiteli stromových ptáků, čemuž nasvědčuje jejich zobák a slabé končetiny nepřizpůsobené pohybu na zemi. Jsou obvykle stálí, ačkoli některé druhy jsou částečně tažné.
Hnízdí ve stromových dutinách nebo v opuštěných termitích hnízdech, kam kladou 2-4 bílá nebo pastelově zbarvená vejce.

## Klasifikace
- Řád trogoni (Trogoniformes)
  - Čeleď trogonovití (Trogonidae)
    - Rod Apaloderma
      - Trogon žlutolící (Apaloderma aequatoriale)
      - Trogon uzdičkový (Apaloderma narina)
      - Trogon horský (Apaloderma vittatum)

    - Rod Apalharpactes
      - Trogon sumaterský (Apalharpactes mackloti)
      - Trogon rudozobý (Apalharpactes reinwardtii)

    - Rod Harpactes
      - Trogon filipínský (Harpactes ardens)
      - Trogon Diardův (Harpactes diardii)
      - Trogon šarlatový (Harpactes duvaucelii)
      - Trogon rudohlavý (Harpactes erythrocephalus)
      - Trogon malabarský (Harpactes fasciatus)
      - Trogon kasumba (Harpactes kasumba)
      - Trogon oranžovoprsý (Harpactes oreskios)
      - Trogon zlatožlutý (Harpactes orrhophaeus)
      - Trogon Wardův (Harpactes wardi)
      - Trogon šedoprsý (Harpactes whiteheadi)

    - Rod Priotelus
      - Trogon kubánský (Priotelus temnurus)

    - Rod Temnotrogon
      - Trogon hispaniolský (Temnotrogon roseigaster)

    - Rod Trogon
      - Trogon Bairdův (Trogon bairdii)
      - Trogon žlutobřichý (Trogon citreolus)
      - Trogon ozdobný (Trogon clathratus)
      - Trogon límcový (Trogon collaris)
      - Trogon modroocasý (Trogon comptus)
      - Trogon modrotemenný (Trogon curucui)
      - Trogon krásný (Trogon elegans)
      - Trogon Massenův (Trogon massena)
      - Trogon černohlavý (Trogon melanocephalus)
      - Trogon zelenopláštíkový (Trogon melanurus)
      - Trogon mexický (Trogon mexicanus)
      - Trogon škraboškový (Trogon personatus)
      - Trogon černohrdlý (Trogon rufus)
      - Trogon surukura (Trogon surrucura)
      - Trogon pralesní (Trogon violaceus)
      - Trogon zelenohřbetý (Trogon viridis)
      - Trogon stužkatý (Trogon caligatus)

    - Rod Euptilotis
      - Trogon ušatý (Euptilotis neoxenus)

    - Rod Pharomachrus
      - Kvesal přílbový (Pharomachrus antisianus)
      - Kvesal zlatohlavý (Pharomachrus auriceps)
      - Kvesal lesklý (Pharomachrus fulgidus)
      - Kvesal chocholatý (Pharomachrus mocinno)
      - Kvesal paví (Pharomachrus pavoninus)